# Ronde van Frankrijk 2019/Vijfde etappe
De vijfde etappe van de Ronde van Frankrijk 2019 werd verreden op 10 juli tussen Saint-Dié-des-Vosges en Colmar. In deze verraderlijke etappe waren er voldoende kansen voor aanvallers. De etappe bevatte dusdanig zware beklimmingen dat de pure sprinters bij voorbaat kansloos werden geacht voor de etappezege. Uiteindelijk hielden BORA-hansgrohe en Team Sunweb alles bij elkaar en werd het een sprint. Peter Sagan werd de winnaar van deze sprint.
| Saint-Dié-des-Vosges – Colmar (176 km) |                    |                        |          |
| Plaats                                 | Naam               | Ploeg                  | Tijd     |
| 1                                      | Peter Sagan        | BORA-hansgrohe         | 4u02'33" |
| 2                                      | Wout van Aert      | Team Jumbo-Visma       | z.t.     |
| 3                                      | Matteo Trentin     | Mitchelton-Scott       | z.t.     |
| 4                                      | Sonny Colbrelli    | Bahrain-Merida         | z.t.     |
| 5                                      | Greg Van Avermaet  | CCC Team               | z.t.     |
| 6                                      | Julien Simon       | Cofidis                | z.t.     |
| 7                                      | Michael Matthews   | Team Sunweb            | z.t.     |
| 8                                      | Nils Politt        | Team Katjoesja Alpecin | z.t.     |
| 9                                      | Jasper Stuyven     | Trek-Segafredo         | z.t.     |
| 10                                     | Julian Alaphilippe | Deceuninck–Quick-Step  | z.t.     |
|                                        |                    |                        |          |
| 34                                     | Steven Kruijswijk  | Team Jumbo-Visma       | z.t.     |

| Algemeen klassement |                    |                       |           |
| Plaats              | Naam               | Ploeg                 | Tijd      |
| 1                   | Julian Alaphilippe | Deceuninck–Quick-Step | 18u44'12" |
| 2                   | Wout van Aert      | Team Jumbo-Visma      | + 14"     |
| 3                   | Steven Kruijswijk  | Team Jumbo-Visma      | + 25"     |
| 4                   | George Bennett     | Team Jumbo-Visma      | z.t.      |
| 5                   | Michael Matthews   | Team Sunweb           | + 40"     |
| 6                   | Egan Bernal        | Team INEOS            | z.t.      |
| 7                   | Geraint Thomas     | Team INEOS            | + 45"     |
| 8                   | Enric Mas          | Deceuninck–Quick-Step | + 46"     |
| 9                   | Peter Sagan        | BORA-hansgrohe        | + 50"     |
| 10                  | Greg Van Avermaet  | CCC Team              | + 51"     |

1e etappe ·
2e etappe ·
3e etappe ·
4e etappe ·
5e etappe ·
6e etappe ·
7e etappe ·
8e etappe ·
9e etappe ·
10e etappe ·
11e etappe ·
12e etappe ·
13e etappe ·
14e etappe ·
15e etappe ·
16e etappe ·
17e etappe ·
18e etappe ·
19e etappe ·
20e etappe ·
21e etappe
Startlijst · Eindstanden · Afbeeldingen